# Чернуско Ломбардоне
Черну̀ско Ломбардо̀не (на италиански: Cernusco Lombardone, на западноломбардски: Cernösch, Черньоск) е малко градче и община в Северна Италия, провинция Леко, регион Ломбардия. Разположено е на 270 m надморска височина. Населението на общината е 3842 души (към 2014 г.).